# Furto al World Diamond Center di Anversa
Il furto al World Diamond Center di Anversa venne commesso nelle prime ore di domenica 15 febbraio 2003. L'ammontare delle somme rubate, che portò a soprannominare il furto come "Colpo del secolo" ebbe ampio risalto nelle cronache, tanto da ispirare la sceneggiatura di una serie televisiva.

## L’edificio
Il quartiere dei diamanti di Anversa, in Belgio, è conosciuto per essere uno dei maggiori centri al mondo del commercio di pietre preziose, dove negli anni 2000 ne venivano vendute ogni anno l'equivalente di 3 miliardi di euro e ne venivano lavorate altre per 16 miliardi, pari all'80% del flusso mondiale. L’Antwerp World Diamond Center era a quei tempi la più importante banca di diamanti della città. 
Il caveau era considerato a 10 gradi di difficoltà: una security privata, telecamere attive 24 ore su 24, un portellone di acciaio massiccio di 3 tonnellate e testato per resistere a 12 ore continuative di trapano, una grata d'acciaio con una chiave lunga 30 centimetri difficilissima da duplicare e sensori di calore per intercettare ogni movimento. Un lucchetto della cassaforte con 100 milioni di combinazioni possibili e una seconda serratura protetta da allarme magnetico concludevano la dotazione di sicurezza.

## I componenti
Il gruppo era composto da almeno quattro persone, scassinatori della cosiddetta "scuola di Torino": Leonardo Notarbartolo, nato a Palermo nel 1952 ma residente a Trana (TO) e soprannominato "l'artista", mente organizzativa; Ferdinando Finotto, nato a Grugliasco nel 1959 e soprannominato "il mostro", esperto di serrature e casseforti; Elio D'Onorio, di Latina, soprannominato "il genio", abile nelle tecnologie e nei sistemi di sicurezza; il torinese Pietro Tavano, classe 1951, alias Speedy, uomo di fiducia di Notarbartolo. Una quinta persona, con il soprannome di "king of the keys", non è mai stata confermata ufficialmente.

## Storia
Il colpo richiese più di mille giorni di programmazione. In una intervista, Notarbartolo afferma di essere stato arruolato da un commerciante di diamanti ebreo ad Anversa, con l'idea di condurre una rapina all'Antwerp Diamond Center. Offerta inizialmente rifiutata poiché considerata impossibile ma poi riconsiderata quando il commerciante di diamanti avrebbe replicato il caveau in un magazzino del porto e lo avrebbe presentato al gruppo di rapinatori, dotando la banda di un anticipo di 100mila euro.
Inizialmente Notarbartolo creò in Torino una società che si occupava del commercio di pietre preziose, come pretesto per poter successivamente aprire un piccolo ufficio all'interno del Centro e aprire una cassetta di sicurezza nel caveau, in modo da studiarne a fondo i segreti, osservare le abitudini del personale, individuare le vulnerabilità possibili e le falle del sistema di sorveglianza, trasferendo ad Anversa tutta la famiglia.
Usando una fotocamera inserita nella penna del taschino, Notarbartolo catturò filmati elaborati del Diamond Center, per poi esercitarsi sulla replica del caveau. Nascose inoltre una piccola telecamera sopra la porta del caveau per registrare le combinazioni utilizzate per l'apertura, nascondendo il suo sensore di trasmissione in un estintore. 
La data del 15 febbraio fu scelta perché il giorno prima era previsto l'arrivo di un grosso carico di diamanti dall'Africa (la consueta consegna mensile della multinazionale De Beers, che controllava il 55% del traffico mondiale), la sera ci sarebbe stata la semifinale dei Diamond Games di tennis, protagonista Venus Williams e sponsorizzati proprio dal Diamond Center e infine perché durante il giorno di shabbat gli ebrei non si recano al lavoro (rendendo quindi semideserto il luogo).
La notte del furto, la banda penetrò nel Centro passando da un edificio attiguo. Usò una lacca per coprire il sensore che coglie calore e movimenti, uno scudo isolante per ricreare un tunnel protetto dagli infrarossi, e un altro sistema per rendere inutile il campo magnetico. 
La chiave da 30 centimetri necessaria all'apertura fu reperita nel ripostiglio delle guardie, appesa ad un gancio del muro così come era stato rilevato dai video girati dal Notarbartolo con la videocamera inserita nella penna. Anche il reperimento della combinazione si deve allo stesso stratagemma. Il resto delle manovre venne effettuato al buio, per evitare le telecamere, basandosi sugli studi effettuati nella copia del caveau realizzata nel magazzino.
Le cassette di sicurezza forzate furono 123 sulle 160 presenti, utilizzando un trapano a mano modificato che ne apriva una ogni tre minuti. Solo per portare via i sacchi pieni di refurtiva fu necessaria un'ora di lavoro. Ma una pista delle indagini afferma che la maggior parte delle cassette erano vuote, perché i proprietari, avvisati in tempo, avevano ritirato i preziosi giorni prima per poter poi chiedere il risarcimento alle rispettive compagnie di assicurazione. Secondo Denice Oliver, il perito che ha seguito il furto per conto delle assicurazioni, ci sono state richieste di rimborso per circa 25 milioni di dollari, e tutte accompagnate da regolare documentazione.
Andarono via in auto alle 5:30, a bordo di una Peugeot 307 grigia noleggiata e uscendo dai box sotterranei, dopo aver sostituito le cassette del sistema video con un film porno.

## Procedimenti giudiziari
Dopo il furto i soci si divisero: una parte verso l’Olanda, l’altra in Italia. Gettarono in un contenitore dei rifiuti dell’autostrada, in una piazzola, i resti del cibo consumato nel caveau. La polizia recuperò quei rifiuti e ne trasse tutti i profili genetici. Furono così arrestati pochi giorni dopo. A casa di Notarbartolo la polizia ritrovò una gemma rubata dal Diamond Center, e diverse SIM prepagate per poter dialogare con i complici in fuga. 
Due anni più tardi, un tribunale belga condannò Notarbartolo a 10 anni e un milione di multa, e a 5 anni e 5 mila euro gli altri tre complici. 
Leonardo Notarbartolo scontò 6 anni di carcere prima di essere rilasciato nel marzo del 2009 per buona condotta. Nel luglio 2009 venne fermato a Milano con una busta contenente oltre un chilo di diamanti, risultati poi scarti di lavorazione del valore di circa 10mila euro e regolarmente acquistati. Nell'aprile 2016 è finito ai domiciliari insieme al figlio Marco, con l'accusa di aver partecipato alla rapina di due rappresentanti di gioielli nel cuneese nel gennaio precedente. Oggi vive a Giaveno (TO) con la moglie Adriana Crudo di tre anni più giovane e i due figli. Per il contributo al film sull'assalto ad Anversa ha ricevuto 25mila euro dalla Paramount e ha recitato in un piccolo cameo alla fine dell'ultimo episodio.
Ferdinando Finotto, arrestato a Torino, riuscì a evitare la richiesta di consegna del Belgio, scontando la pena in Italia, dopo il ricorso vinto dal suo avvocato. Tornato in libertà, compì un'altra serie di furti ai danni dei bancomat di alcuni centri commerciali della cintura torinese per i quali venne nuovamente arrestato. Uscito nuovamente di prigione, morì di malattia nel luglio 2022.
Quando Elio D’Onorio fu interrogato dalla polizia italiana, ammise di aver installato delle videocamere nell’ufficio di Notarbartolo, ma negò qualunque implicazione nel crimine. Nel caveau trovarono però del nastro adesivo con tracce del suo DNA. Fu estradato in Belgio nel novembre 2007, per scontare la condanna a cinque anni. La stessa sorte toccò anche Pietro Tavano .

## Cultura di massa
- Everybody Loves Diamonds, serie televisiva su Amazon Prime del 2023, del regista Gianluca Maria Tavarelli
- Stolen: il colpo del secolo, film documentario su Netflix del 2025, diretto da Mark Lewis [11]